# Burzliwy poniedziałek
Burzliwy poniedziałek (oryg. ang. Stormy Monday) – brytyjsko-amerykański film sensacyjno-kryminalny w reżyserii Mike’a Figgisa.

## Obsada
- Melanie Griffith – Kate
- Tommy Lee Jones – Cosmo
- Sting – Finney
- Sean Bean – Brendan
- James Cosmo – Tony
- Mark Long – Patrick
- Brian Lewis – Jim
- Andrzej Borkowski – Andrej
- Dorota Zięciowska – Christine
- Heathcote Williams – Peter Reed
- Dulice Liecier – Carol
- Prunella Gee – pani Finney
- Elizabeth M. Mason – kelnerka

## Opis fabuły
Akcja filmu rozgrywa się w Newcastle upon Tyne. Amerykański boss Cosmo (Tommy Lee Jones) zamierza zaprowadzić swoje porządki w mieście. Między innymi chce wykupić klub jazzowy należący do Finneya (Sting), który nie zamierza ustąpić. W zdarzenia wplątanych zostaje dwoje młodych ludzi: pracownik Finneya – Brendan (Sean Bean) oraz pracująca dla Cosmo call-girl Kate (Melanie Griffith). Trochę nieoczekiwanie dla siebie angażują się, nie tylko emocjonalnie, po stronie właściciela klubu. Wskutek dramatycznych wydarzeń młodzi też bardzo zbliżają się do siebie. Wątki sensacyjne uatrakcyjnia polski zespół jazzowy z Krakowa, którego muzycy przewijają się w tle filmu. Polaków ogólnie ukazano z dozą sympatii, jako ludzi nieco porywczych, różniących się od sztywnych i przewidywalnych Anglosasów.